# Pierre Mallye
Pierre Mallye est un homme politique français né le 6 février 1781 à Vic-le-Comte (Puy-de-Dôme) et mort le 7 janvier 1858 à Brioude (Haute-Loire).

## Biographie
Juge de paix à Brioude, il est député de la Haute-Loire de 1831 à 1837 et de 1839 à 1846, siégeant dans l'opposition de gauche à la monarchie de Juillet.

## Sources
- « Pierre Mallye », dans Adolphe Robert et Gaston Cougny, Dictionnaire des parlementaires français, Edgar Bourloton, 1889-1891 [détail de l’édition]